# Castillo de Cabrera (Baleares)
El Castillo de Cabrera es una fortificación situada en la isla española de Cabrera, municipio de Palma de Mallorca, Baleares. Actualmente es una sólida mole hexagonal, ligeramente alargada, situada sobre la punta oriental de la entrada a su puerto natural, con una altura de 72 metros sobre el nivel del mar. Los sucesivos ataques que ha sufrido a lo largo de su historia hacen pensar que tiene poco que ver con la construcción original. Sólo en el siglo XVI el castillo fue destruido y reconstruido al menos en diez ocasiones.  
La primera referencia data de 1410, en la que los torreros Pedro y Guillermo Zaragoza reclaman el pago íntegro de su salario al Virrey de Mallorca, por lo que en aquella fecha ya estaba operativo y se supone que su construcción se debió de producir entre mediados y finales del siglo XIV; posiblemente entonces no sería mucho más que una torre de vigilancia. 
En 1425, el usufructuario de Cabrera, Bernat Zaragoza, en su nombre y del Paborde de Tarragona, firmaba un acuerdo con la Universidad de la Ciudad y Reino de Mallorca para mantener una guarnición con el objetivo de defender la isla y el castillo, acabado de construir, lo que hace pensar en una ampliación de la torre original. En 1510, dos galeras berberiscas atacaron Cabrera, cautivaron a los torreros y veintidós pescadores y destruyeron la torre. No obstante, un repentino temporal permitió la llegada de ayuda, que liberó a los cautivos. En 1550, el corsario turco Turgut, al frente de 1.500 hombres, tomó la isla, se apoderó de la artillería del castillo y derribó totalmente el edificio. En el siglo XVI se construyó una capilla donde los clérigos de Santañí acudían a celebrar misa para la guarnición. 

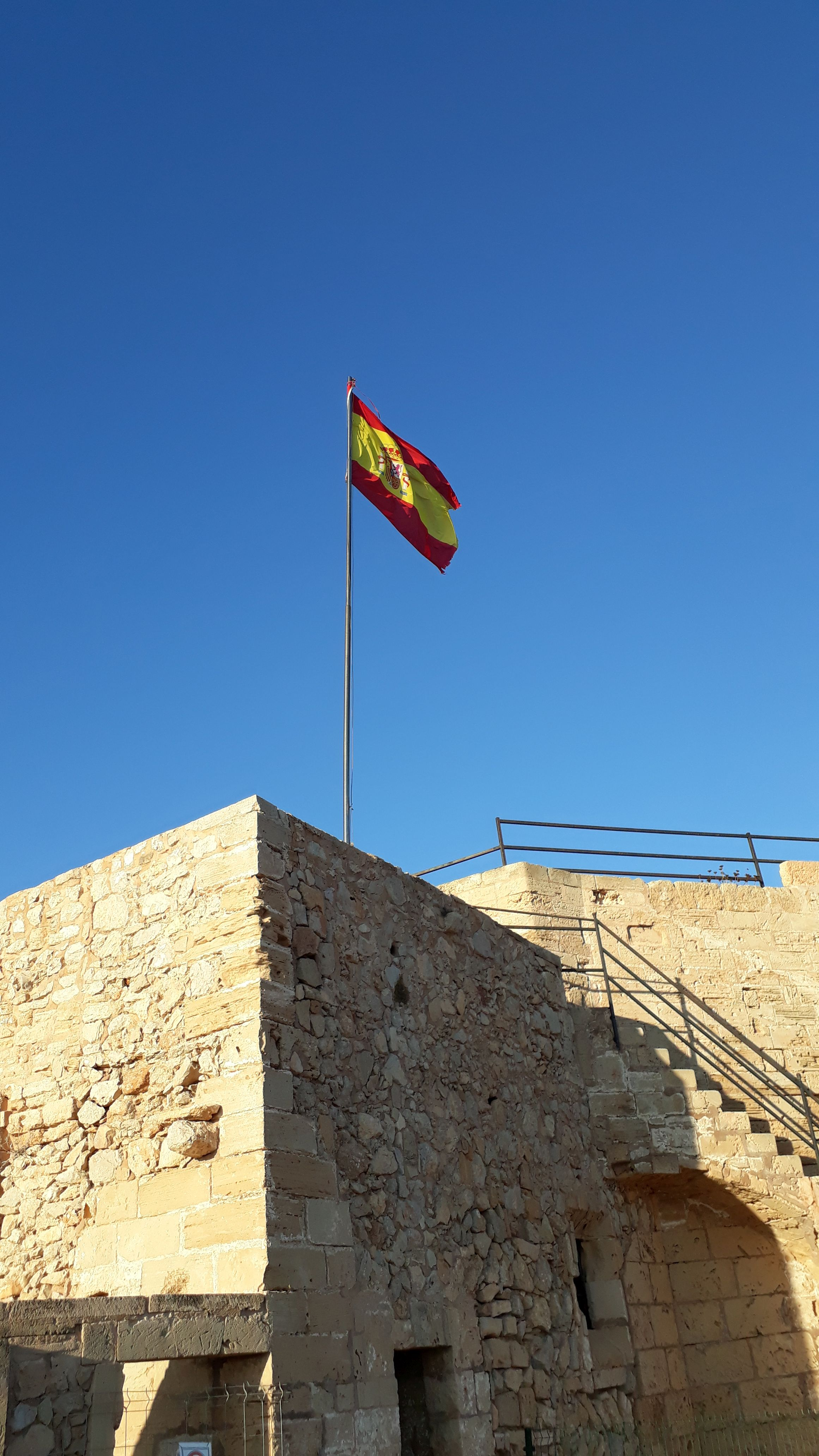
La Bandera Nacional en el castillo.

En 1698, tras ser nuevamente restaurado y mejorado, el castillo pasó a estar bajo la autoridad de la Universidad de Mallorca. En 1715, en el contexto de la Guerra de Sucesión, era gobernador el militar Francisco Mariscal, al frente de una guarnición de una veintena de soldados, y tenía encomendada la vigilancia de posibles incursiones borbónicas. Fue la última vez que se realizó fuego artillero desde el castillo. A partir de 1716, el castillo quedó bajo la autoridad del rey de España.
El peligro de hacer de torrero en Cabrera, donde las posibilidades de retirada en caso de peligro eran mínimas, hacía que el salario que se asignaba fuera el más alto de las Baleares, y que a menudo sus guardas fueran condenados que conmutaban así la condena.